# Molnár Árpád (iparművész)
Molnár Árpád (Kiskunfélegyháza, 1948. október 3.  – ) Munkácsy-Mihály-díjas magyar iparművész. Művei megtalálhatók az Iparművészeti Múzeumban, Budapest egyéb közgyűjteményeiben.

## Életpályája
Művészeti tanulmányait a Képző- és Iparművészeti Szakgimnázium és Kollégiumban, könyv, papír, bőrműves és restaurátor szakán 1968-ban végezte el, ahol Benedek Jenő mesternél tanult. Ezután 1970-ben a Magyar Iparművészeti Főiskolán folytatta tanulmányait, amelyet Szilvitzky Margit növendékeként, 1974-ben szerzett dicséretes, jeles eredménnyel diplomát szerzett az öltözködést kiegészítő tárgyak szakon. Továbbképzését 1979-ben a Magyar Iparművészeti Főiskola Továbbképző Intézetében folytatta kétéves elméleti kurzuson. 1983-ban részt vett a Bauhaus-Dessau design-szemináriumán.
1974-től kezdve a Rákospalotai Bőr- és Műanyag-feldolgozó Vállalatnál (Palota Bőrdíszműgyár) dolgozott, ahol táskákat, különböző műanyag- és fémtárgyakat, valamint műszereket tervezett. 
1978-ban a Magyar Iparművészeti Főiskola óraadó tanára, majd adjunktusa lett, és 1983-1991 között a Bőripari Képzési Ágazat vezetőjeként tevékenykedett. 1982-ben tervezte meg a magyar fejlesztésű Primo számítógép burkolatát. 1980-ban a Képző- és Iparművész Szövetség tagja, és 1984-től vezetőségi tagja lett.
Később, 1989-től az SG Ipari Kft.-nél, majd 1996-tól az Acrol Hungary Kft.-nél folytatta pályafutását, ahol előbb fém-tömegcikkeket tervezett, majd táskák formatervezőjeként dolgozott.

## Fontosabb díjai, elismerései
- Ipari Formatervezési Pályázaton I. díj (1977)
- Ipari Formatervezési Pályázaton II. díj (1978)
- Ipari Formatervezési Pályázaton III. díj (1979)
- Munkácsy Mihály-díj (1980)

## Válogatott csoportos kiállításai
- 1975, Jubileumi Iparművészeti kiállítás, Műcsarnok, Budapest, Magyarország
- 1976, Házgyári konyhaprogram, Budapesti Nemzetközi Vásár, Budapest, Magyarország
- 1977, Ipari formák a lakásban, Iparművészeti Múzeum, Budapest, Magyarország
- 1977, 77 Ipari Forma, Művelődési Ház, Nyíregyháza, Magyarország
- 1977, Gyermek és Világa, Magyar Kultúra Háza, Berlin, Németország
- 1980, Művészet és Társadalom, Műcsarnok, Budapest, Magyarország
- 1983, Országos Iparművészeti Tárlat, Műcsarnok, Budapest, Magyarország
- 1983, 6. Ipari Textilművészeti Biennálé, Savaria Múzeum, Szombathely, Magyarország